# Tenoumer
Tenoumer – krater uderzeniowy położony w Mauretanii.
Krater powstał pomiędzy 10 a 30 tysięcy lat temu. Został utworzony przez uderzenie małej planetoidy w skały osadowe pokrywające podłoże krystaliczne, powstałe setki milionów lat temu. Krater znajduje się na jednej linii z mniejszymi kraterami Aouelloul i (niepotwierdzonym) Temimichat, jednak ich różny wiek wyklucza, aby powstały w wyniku upadku łańcuszkowego.